# Бишевац, Милан
Ми́лан Би́шевац (серб. Милан Бишевац / Milan Biševac; 31 августа 1983, Титова-Митровица, СФРЮ) — сербский футболист, защитник клуба «Свифт». Выступал в сборной Сербии.

## Карьера

### Клубная
Выступал ранее за команды БАСК, «Бежания» и «Железник». В 2004 году перешёл в стан «Црвены Звезды», в составе которой провёл 53 игры и 9 раз забивал мячи. С 2007 года выступает во французском чемпионате: сначала играл в «Лансе», а с 2008 года защищает цвета «Валансьена». Покинувшие в том сезоне Лигу 1 «кроваво-золотые» выручили за сербского защитника 3 млн евро. С 2011 года выступал за ПСЖ. В 2012 году перешёл в «Лион».
30 июля 2018 года, после истечения контракта с «Мецем», Бишевац продолжил карьеру в люксембургском клубе «Ф91 Дюделанж».

### В сборной
В составе молодёжной сборной Сербии и Черногории стал серебряным призёром молодёжного чемпионата Европы 2004, что гарантировало команде игру на Олимпиаде в Афинах. Отправился в Афины, получив номер 2. На турнире сборная провалилась, заняв последнее место в группе. С 2006 года вызывается в сборную Сербии. Дебютировал 16 августа 2008 в первой же её официальной игре.